# Point Lenana
Point Lenana är en bergstopp i Kenya.   Den ligger i länet Meru, i den centrala delen av landet, 140 km norr om huvudstaden Nairobi. Toppen på Point Lenana är 4 630 meter över havet.
Terrängen runt Point Lenana är bergig söderut, men norrut är den kuperad.  Trakten runt Point Lenana är nära nog obefolkad, med mindre än två invånare per kvadratkilometer. Det finns inga samhällen i närheten. Trakten runt Point Lenana består i huvudsak av gräsmarker.